# Isidoro: la película
Isidoro: la película es una película animada argentina basada en el personaje Isidoro Cañones. Producida por Indiecito Studios y Cartoon Network, fue estrenada el 19 de julio de 2007.
La película es la primera en llevar al personaje a la pantalla grande en un papel protagónico. Durante los años 1970 había habido un intento de realizar una con Santiago Bal, aunque no llegó a realizarse.

## Sinopsis
Al principio de la historia Isidoro le pide dinero a su tío, a lo cual este se niega por completo. Su insistencia en el pedido llega hasta interrumpir un acto oficial en donde se presenta al "Flama 1", un nuevo combustible revolucionario para pedirle dinero. Cansado del estilo de vida de su sobrino, el Coronel Cañones le da a elegir: o vive con él en forma respetable, o toma su parte de la herencia en forma anticipada y se va de la casa. 
Isidoro elige la segunda opción y se va con la "barra" (grupo de amigos) en un crucero de placer, aunque Cachorra, enamorada de Isidoro pero cansada de que este no le corresponda, decide no tomar parte de dicho crucero y se va con el automovilista Leandro. Este le propone casamiento a Cachorra, mientras que Isidoro gasta por completo su dinero y se ve obligado a trabajar de marinero para compensar las deudas. 
Durante su ausencia el Capitán Metralla, creador del Flama 1, le confía su custodia al Coronel Cañones, pero Leandro lo roba la misma noche que Isidoro vuelve a la casa. A la mañana siguiente el Coronel es arrestado por la desaparición del combustible, y la casa y sus posesiones son incautadas, quedando Isidoro en la calle. 
Se encuentra con Cachorra, y Metralla les pide ayuda para recuperar el combustible. Si bien carece de pruebas con las cuales demostrar la inocencia de Cañones, está convencido de que el mismo fue robado por gente de Quindostán, un país ficticio situado en Oceanía y amenazado por el inminente fin de sus suministros de petróleo. Isidoro va a dicho país con Cachorra a organizar la fiesta por la ascensión del Príncipe Toluma como rey, lo cual sirve como excusa para localizar el combustible robado. 
Metralla, el Coronel Cañones y Manuel llegan a tiempo al país para obtener el combustible cuando Isidoro logra quitárselo al ladrón (quien aspiraba a ocupar el cargo de rey con dicha posesión), aunque Isidoro casi muere al proteger a su tío de un disparo. Se salva por llevar un cuadro en su ropa que detiene la bala, y en adelante su tío decide permitirle seguir viviendo con él y consentirle su modo de vida.